# Cameroun aux Jeux olympiques d'été de 1992
Le Cameroun participe aux Jeux olympiques d'été de 1992 à Barcelone. Il s'agit de sa 8e participation à des Jeux d'été.

## Athlétisme
Hommes
Courses
| Athlète        | Épreuve  | Séries   | Séries | Quarts de finale | Quarts de finale | Demi-finales | Demi-finales | Finale          | Finale |
| Athlète        | Épreuve  | Résultat | Rang   | Résultat         | Rang             | Résultat     | Rang         | Résultat        | Rang   |
| -------------- | -------- | -------- | ------ | ---------------- | ---------------- | ------------ | ------------ | --------------- | ------ |
| Samuel Nchinda | 100 m    | 10 s 41  | 3e     | 10 s 58          | 7e               | NC           | NC           | NC              | NC     |
| Samuel Nchinda | 200 m    | 21 s 50  | 6e     | NC               | NC               | NC           | NC           | NC              | NC     |
| Paul Kuété     | Marathon | NC       | NC     | NC               | NC               | NC           | NC           | 2 h 22 min 43 s | 46e    |

Femmes
Courses
| Athlète         | Épreuve    | Séries   | Séries | Quarts de finale | Quarts de finale | Demi-finales | Demi-finales | Finale   | Finale |
| Athlète         | Épreuve    | Résultat | Rang   | Résultat         | Rang             | Résultat     | Rang         | Résultat | Rang   |
| --------------- | ---------- | -------- | ------ | ---------------- | ---------------- | ------------ | ------------ | -------- | ------ |
| Monique Kengné  | 100 m      | 12 s 12  | 7e     | NC               | NC               | NC           | NC           | NC       | NC     |
| Georgette Nkoma | 200 m      | 23 s 85  | 6e     | 24 s 06          | 8e               | NC           | NC           | NC       | NC     |
| Susie Tanefo    | 400 m      | 53 s 37  | 6e     | 53 s 78          | 7e               | NC           | NC           | NC       | NC     |
| Louisette Thobi | 100m haies | 14 s 37  | 8e     | NC               | NC               | NC           | NC           | NC       | NC     |

## Boxe
| Athlète      | Compétition | 1/16 de finale      | 1/8 de finale       | Quarts de finale    | Demi-finales        | Finale              |
| Athlète      | Compétition | Adversaire Résultat | Adversaire Résultat | Adversaire Résultat | Adversaire Résultat | Adversaire Résultat |
| ------------ | ----------- | ------------------- | ------------------- | ------------------- | ------------------- | ------------------- |
| Simon Maeble | (-81 kg)    | Roberto Castelli    | –                   | –                   | –                   | –                   |